# Пінаколи

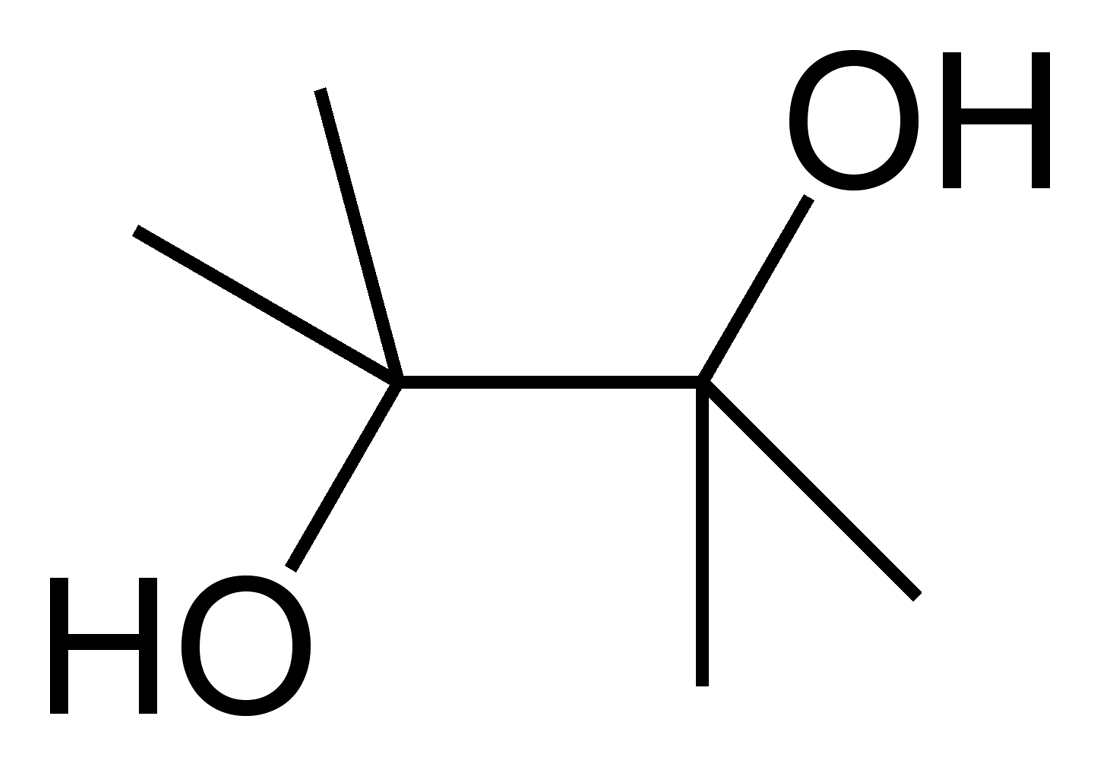

Пінаколи (рос. пинаконы, англ. pinacols) — тетра(гідрокарбіл)етан-1,2-діоли R2C(OH)C(OH)R2, з яких тетраметильний представник є найпростішим, відомий як пінакол (бензпінакол — тетрафенільний аналог). Це двохатомні спирти з віцинальним розміщенням гідроксигруп.
Синонім — пінакони.

## Синтез
Історично першим методом синтезу пінаколів є конденсація кетонів при їх одноелектронному відновленні, яка йде через проміжне утворення аніон-радикальних інтермедіатів — кетилів, ця реакція є класичним методом синтезу пінаколів і зараз:
Відновлення кетонів в пінакон здійснюють в апротонних неполярних розчинниках (бензол, толуол, тетрагідрофуран), використовуючи як відновники амальгами двовалентних металів (магнію, цинку) або алюмінію, використання двовалентних металів підвищує виходи пінаколів за рахунок координації двох кетільних аніон-радикалів у катіона металу.
Специфічним методом синтезу ароматичних пінаколів є фотохімічне відновлення діарилкетонів ізопропанолом під дією ультрафіолетового випромінювання, в разі бензофенону виходи бензпінакона становлять 93-95 %:
2 Ph2CO + (CH3)2CHOH {\displaystyle \to } Ph2C(OH)-C(OH)Ph2 + (CH3)2CO
Інший метод синтезу пінаколів — взаємодія реактивів Гріньяра з α-дікетонами або легкодоступними естерами щавлевої кислоти. При використанні α-дікетонів утворюються пінаколи з різними замісниками у спиртових атомів вуглецю:
RCO-COR + R1MgHal {\displaystyle \to } RR1C(OH)-C(OH)RR1 ,
в разі використання алкілоксалатів утворюються пінаколи з однаковими замісниками у спиртових атомів вуглецю:
ROCO-COOR + R1MgHal {\displaystyle \to } R12C(OH)-C(OH)R12
Пінаколи також можуть бути синтезовані з тетраалкілетіленів — як прямим окисленням:
RR1C=CRR1 + [O] {\displaystyle \to } RR1C(OH)-C(OH)RR1 ,
так і галогенуванням з подальшим гідролізом тетраалкілдігалогенетанів:
RR1C=CRR1 + Br2 {\displaystyle \to } RR1CBr-CBrRR1
RR1CBr-CBrRR1 + 2 OH- {\displaystyle \to } RR1C(OH)-C(OH)RR1 + 2 Br-